# Карл Фоґт
Карл Фоґт (нім. Carl Vogt; 5 липня 1817, Гіссен — 5 травня 1895, Женева) — німецький натураліст, зоолог, палеонтолог, лікар (значну частину кар'єри працював у Швейцарії й у Франції). Відомий також як філософ, представник вульгарного матеріалізму (філософські погляди Фоґта викладаються в його природничо-наукових роботах).